# 味城山
味城山（みじょうやま）は、群馬県利根郡みなかみ町に位置する里山。上毛高原駅の裏山で標高は757.4メートルである。

## 登山ルート
- 上越新幹線上毛高原駅西口から徒歩約40分。

## 周辺の山々・名所
- 大峰山 (群馬県)
- 吾妻耶山
- 嶽林寺
- 大峰沼[1]
- 群馬サイクルスポーツセンター
- 大峰神社（だいほうじんじゃ）[2]

## 河川
- 利根川

## アクセス
- 上越新幹線上毛高原駅
- 関越自動車道月夜野インターチェンジより、国道17号・国道291号で約10分。